# Angra dos Reis
Angra dos Reis là một đô thị thuộc bang Rio de Janeiro, Brasil. Đô thị này có diện tích 800,43 km², dân số năm 2007 là 144137 người, mật độ 180,1 người/km².